# Środa popielcowa (film 2002)
Środa popielcowa – amerykański film sensacyjny z 2002 roku.

## Główne role
- Elijah Wood - Sean Sullivan
- Pat McNamara - Murph
- Edward Burns - Francis Sullivan
- Malachy McCourt - Whitey
- Brian Burns - Kuzyn Mike Moran
- Vincent Rubino - Vinny Boombata
- Brian Delate - Szalony George Cullen
- Teresa Yenque - Pani Diaz
- Julie Hale - Maggie Shea
- Kathleen Doyle - Pani Flanagan
- Rosario Dawson - Grace Quinonez
- Marina Durell - Pani Quinonez
- James Handy - Ojciec Mahoney
- Michael Mulheren - Detektyw Pulaski
- Oliver Platt - Moran
- Michael Leydon Campbell - Jimmy Burke
- Dara Coleman - John Coleman

## Fabuła
Francis Sullivan jest związany z gangsterskim półświatkiem Nowego Jorku. Wykonuje wyroki śmierci na zlecenie irlandskiego gangu, pod wodzą Whiteya. Francis swoją działalnością naraża się Moranowi, który nasyła na niego swoich ludzi. W jego obronie staje brat Sean, który prowadzi spokojne życie. Zabija ludzi Morana i znika. Parę dni później policja znajduje jego ramię. Seana uznano za zmarłego. Trzy lata później podczas środy popielcowej Francis dowiaduje się, że widziano Seana. Francis nie jest zdziwiony, ponieważ upozorował jego śmierć i zakazał wracać do miasta. Sean wracając po żonę, złamał ten zakaz. Teraz szuka go policja, ludzie Morana i Francis, by jeszcze raz go obronić.